# Vakhtang Blagidze
Vakhtang Blagidze est un lutteur soviétique spécialiste de la lutte gréco-romaine né le 23 juillet 1954.

## Biographie
Vakhtang Blagidze participe aux Jeux olympiques d'été de 1980 à Moscou dans la catégorie des poids mouches et remporte la médaille d'or. Il remporte également la médaille d'or lors des Championnats du monde de 1978 et 1981.